# Октябрьский район (Калининград)
Октя́брьский райо́н — упразднённый в 2009 году административный район в городе Калининграде.
Октябрьский район был образован 25 июля 1947 года. Решением окружного Совета депутатов города Калининграда от 29 июня 2009 года № 140 Октябрьский район объединён с Центральным районом Калининграда в единый Центральный район.
Площадь района — 41 км², население по оценке на 1 января 2010 года составляло 42793 человек.
В состав района входили три посёлка: Посёлок имени Александра Космодемьянского, Прегольский и Совхозное.

## История
Октябрьский район Калининграда находился на территории кёнигсбергских районов Юдиттен, Хуфен, Амалиенау, Коссе, Лавскен и Ратсхоф.
25 июля 1947 года Указом Президиума Верховного Совета РСФСР на основе этих районов был образован Сталинградский район. В 1952 году из Сталинградского выделен и образован Центральный район Калининграда, а в 1961 году Сталинградский район был переименован в Октябрьский.

## Расположение
Октябрьский район занимал западную и северо-западную части города Калининграда, граничил с Центральным, Ленинградским и Балтийским районами города.
Границей между Октябрьским и Центральным районами служила улица Лейтенанта Катина.

## Администрация района
Деятельностью администрации района руководил глава администрации. До ликвидации района пост главы администрации занимал Лебедев Александр Анатольевич.
Администрация района подчинялась городской администрации.

## Экономика
В Октябрьском районе были расположены несколько крупных промышленных предприятий. В первую очередь это ЗАО «АВТОТОР» (сборка автомобилей), ООО Торгово-Промышленная компания «Балтптицепром» (производство мясной продукции, расположен в поселке А. Космодемьянского), ОАО «Калининградский вагоностроительный завод», ЗАО ИИ «ЦЕПРУСС» (целлюлозно-бумажное производство, ранее предприятие называлось «Калининградский целлюлозно-бумажный комбинат № 2»), ЗАО «Калининградский речной порт», ОАО «Калининградский мукомольный завод», ГП «Калининградский лесхоз», ООО «Айсберг-Аква», ЗАО «Русский хлеб», ООО «Даллас» (производство мебели).
На ЗАО «ЦЕПРУСС» («Калининградском целлюлозно-бумажном комбинате № 2») находится единственная в Калининградской области узкоколейная железная дорога колеи 600 мм.

## Достопримечательности и архитектура
Октябрьский район, как и Центральный, частично расположен на территории Кёнигсбергского района Хуфен, поэтому архитектура этих районов очень схожа. На территории района сохранилось много достопримечательностей, прежде всего это кёнигсбергские кирхи — капелла Святого Адальберта, кирха Христа, а также 2 форта — № 6 «Королева Луиза» и форт № 7 «Герцог Хольштайн» (в посёлке Прегольский). В Октябрьском районе расположен Центральный парк культуры и отдыха, на территории которого находится Театр кукол (бывшая Кирха памяти королевы Луизы).
Районной достопримечательностью также является так называемый «Мамоновский метеорит».

### Галерея

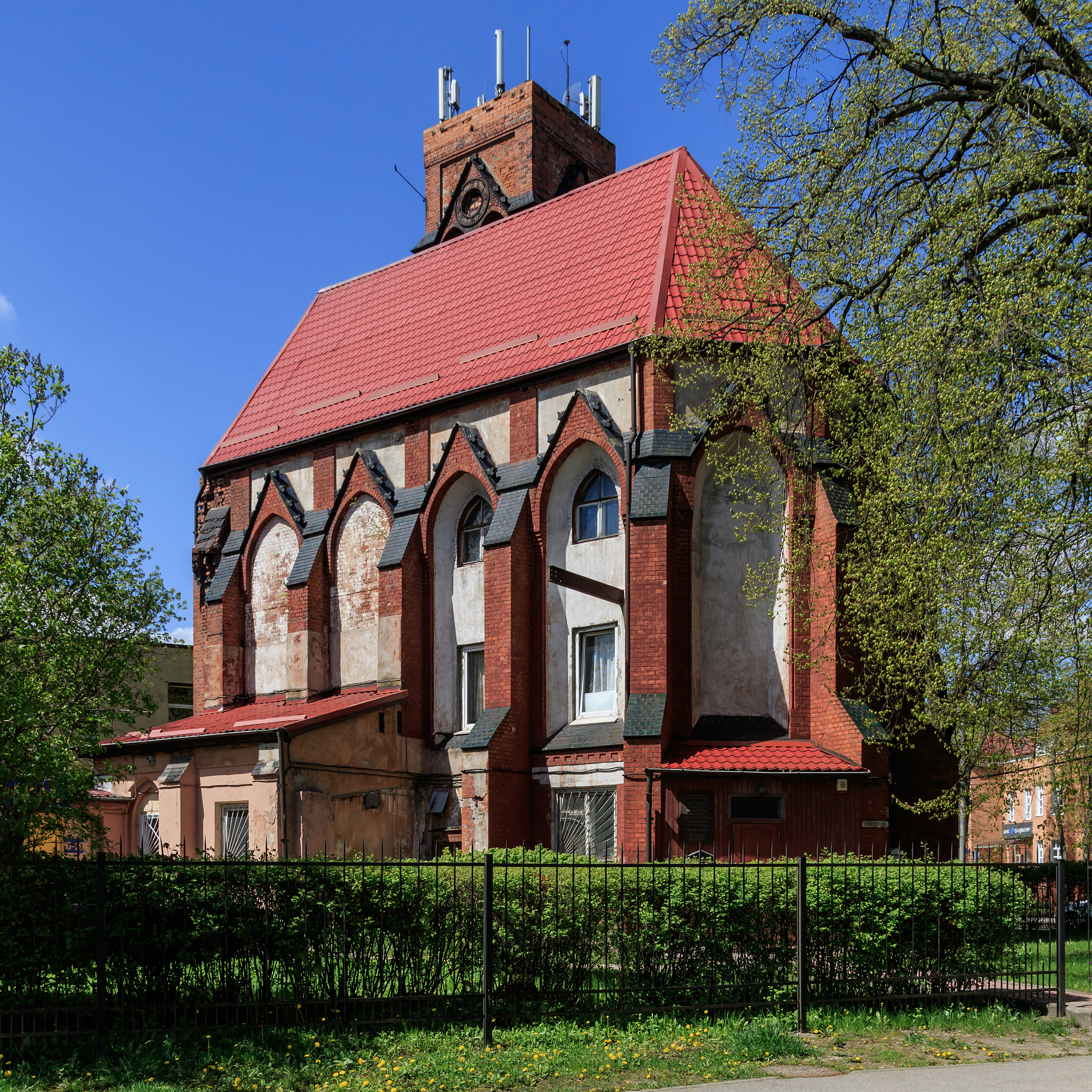
Кирха Св. Адальберта
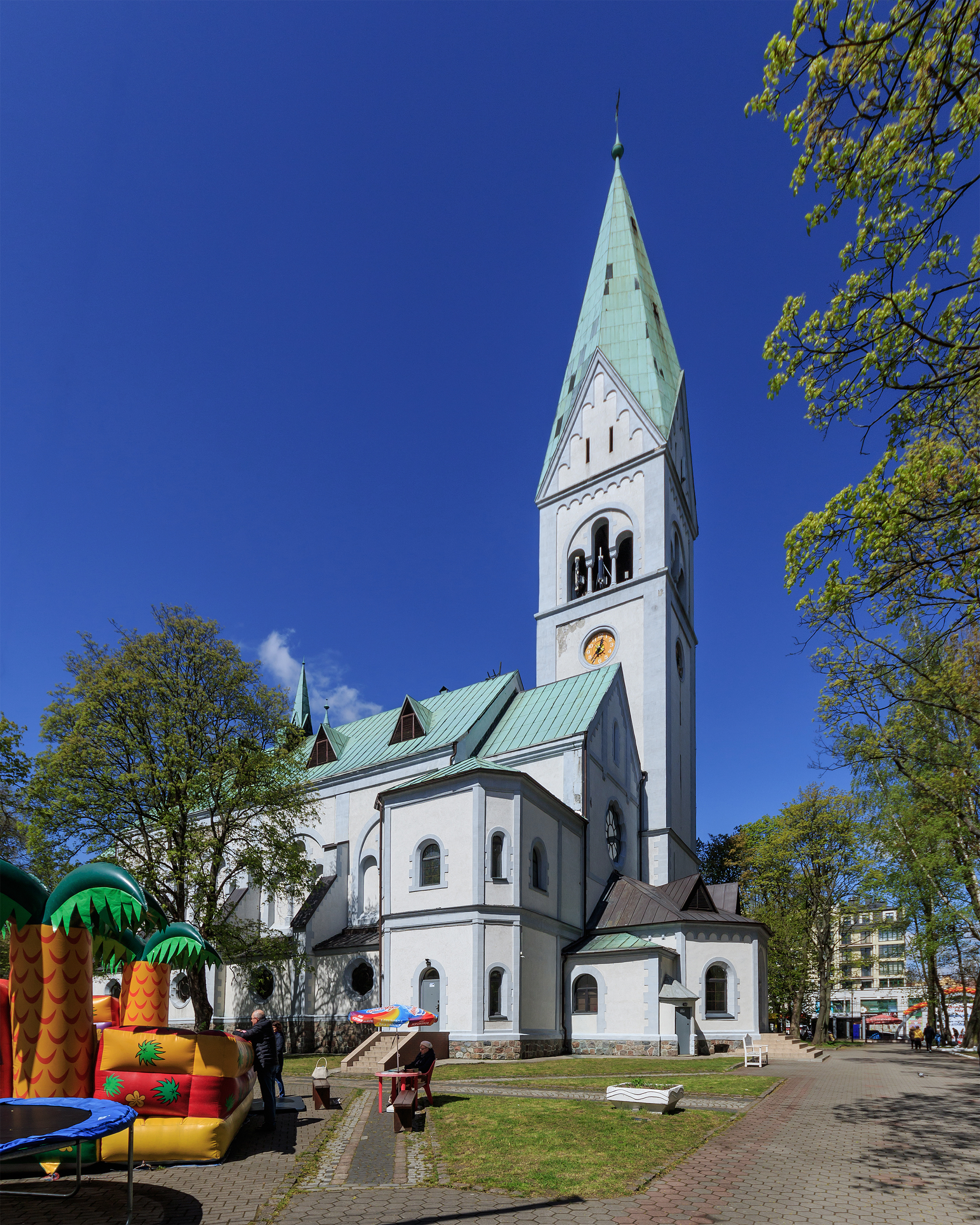
Калининградский областной театр кукол
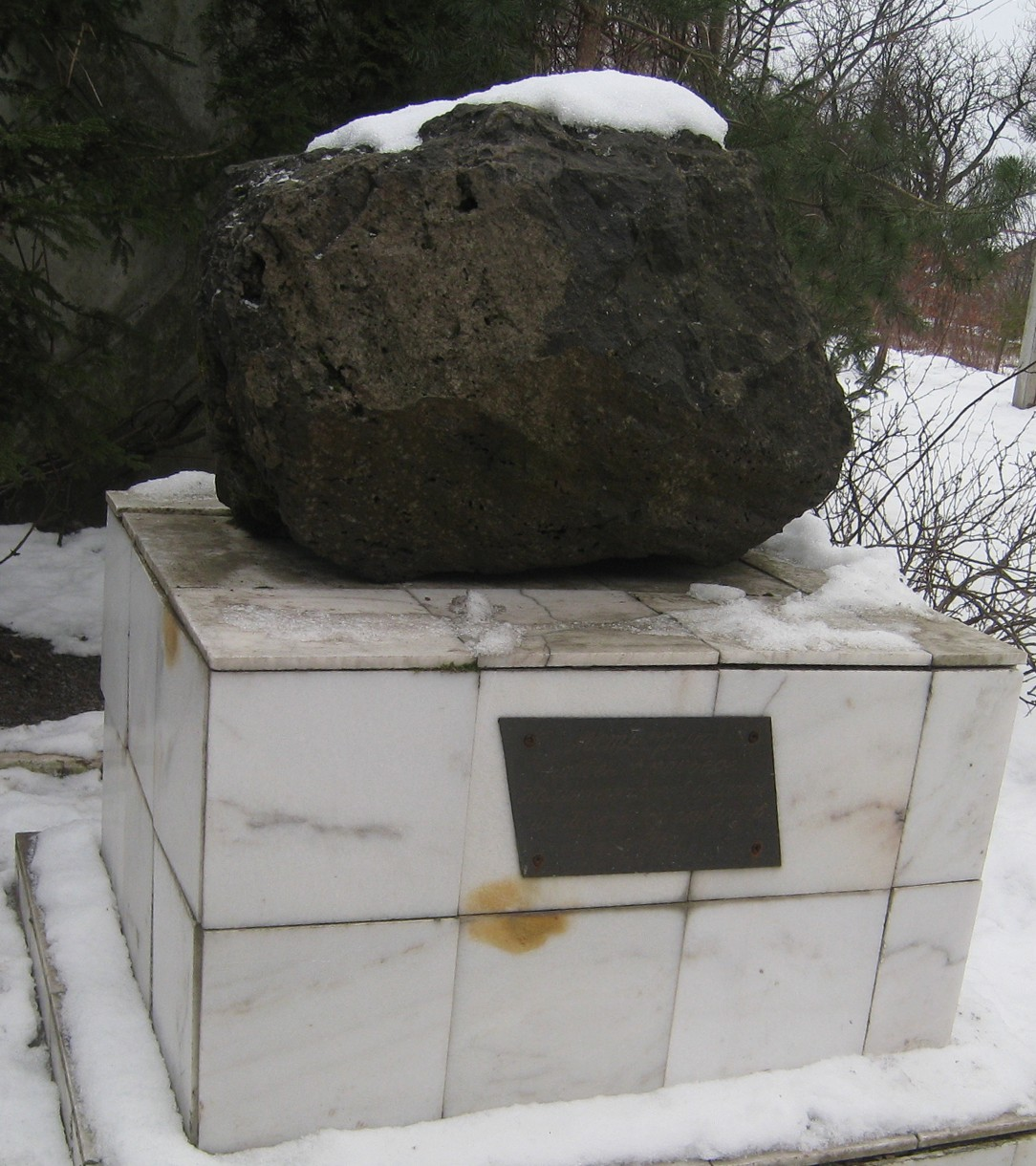
Мамоновский метеорит

## Культура и спорт
В Октябрьском районе расположено два кинотеатра — кинотеатр «Заря» (размещён в здании бывшего немецкого кинотеатра Scala) и кинотеатр «Победа» (примечателен тем, что у этого здания во время штурма Кёнигсберга в апреле 1945 года произошло замыкание кольца окружения города-крепости советскими войсками), два театра — Калининградский областной театр кукол и Калининградский областной музыкальный театр на Бассейной.
На территории района расположено два стадиона — главный стадион Калининграда стадион «Балтика» (бывший немецкий стадион «Вальтер Симон», основанный в 1892 году, и названный в часть почётного жителя Кёнигсберга Вальтера Симона) и стадион «Пионер».

## Образование
На территории района расположены семь общеобразовательных школ:
- № 9
- № 14
- № 19
- № 21
- № 47
- № 53
- № 54

а также, одиннадцать детских образовательных учреждений, Детский дом «Янтарик», Дом детского творчества, детский оздоровительно-образовательный лагерь «Юность».